# Rotes Haus (Vaduz)

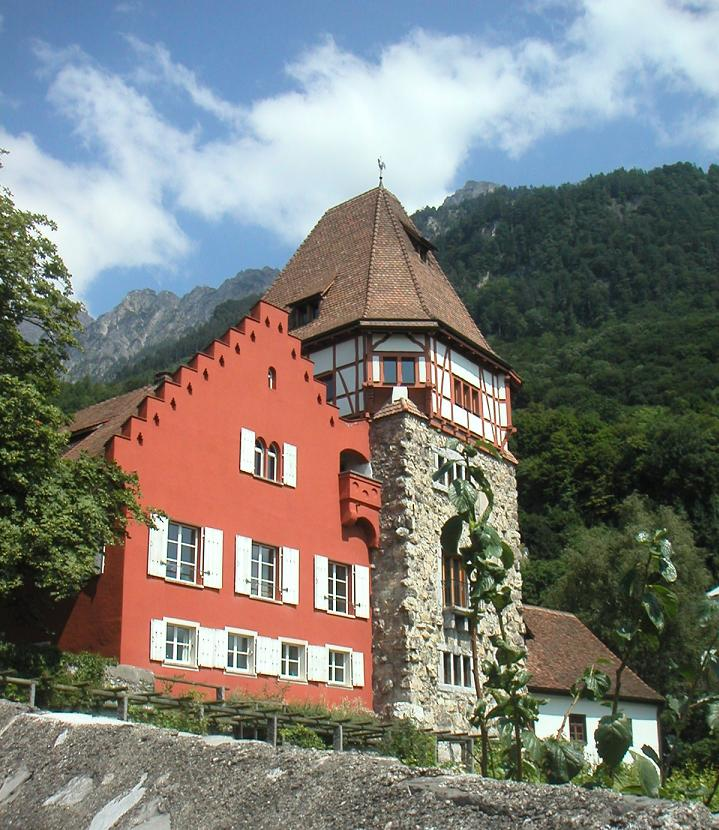
Das Rote Haus

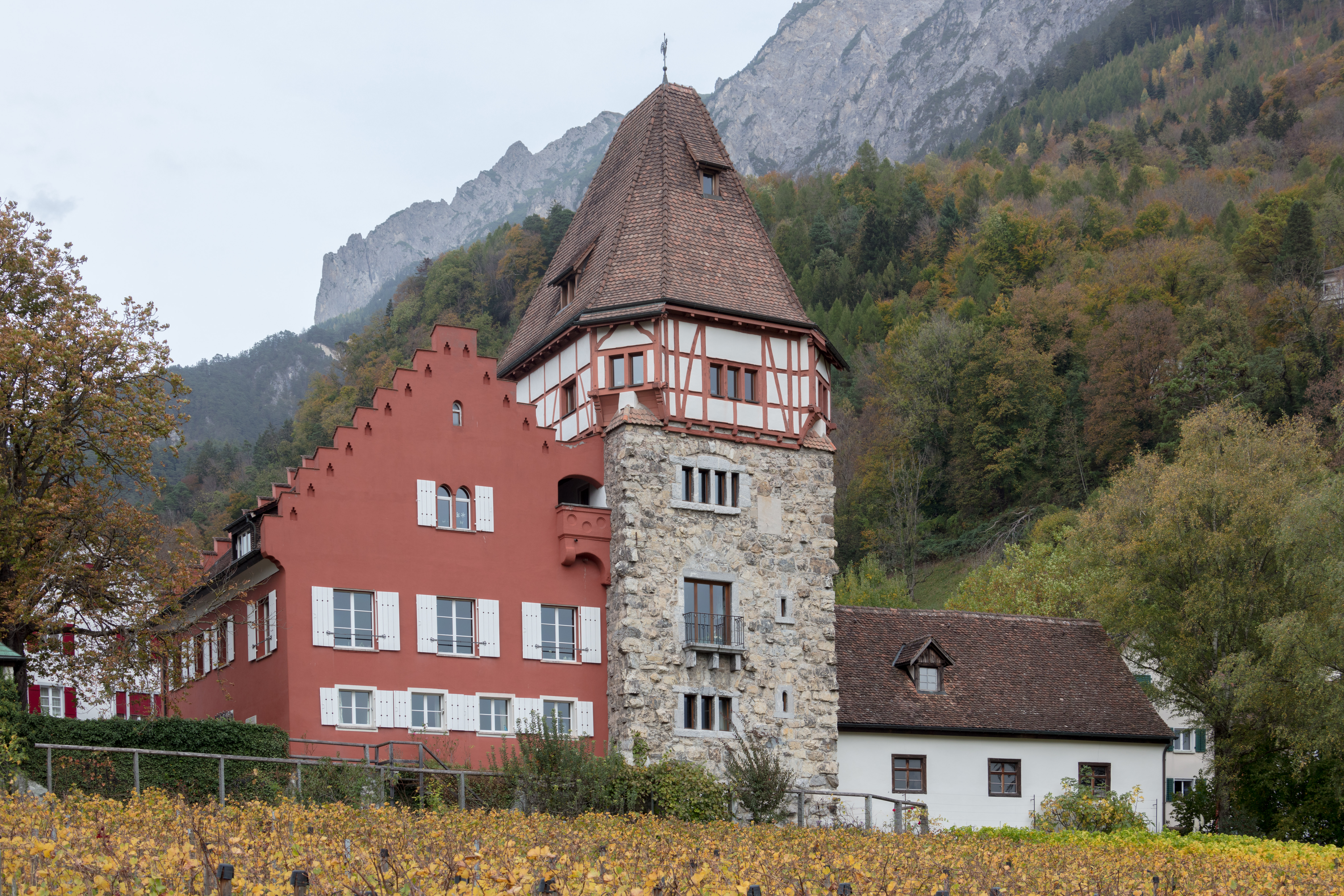
Das Rote Haus

Das Rote Haus ist ein im liechtensteinischen Hauptort Vaduz gelegenes Treppengiebelhaus mit angeschlossenem Wohnturm und Torkelgebäude. Das Gebäude stammt aus dem Spätmittelalter und ist im Laufe der Jahrhunderte durch weitere Gebäudeteile erweitert worden.

## Beschreibung

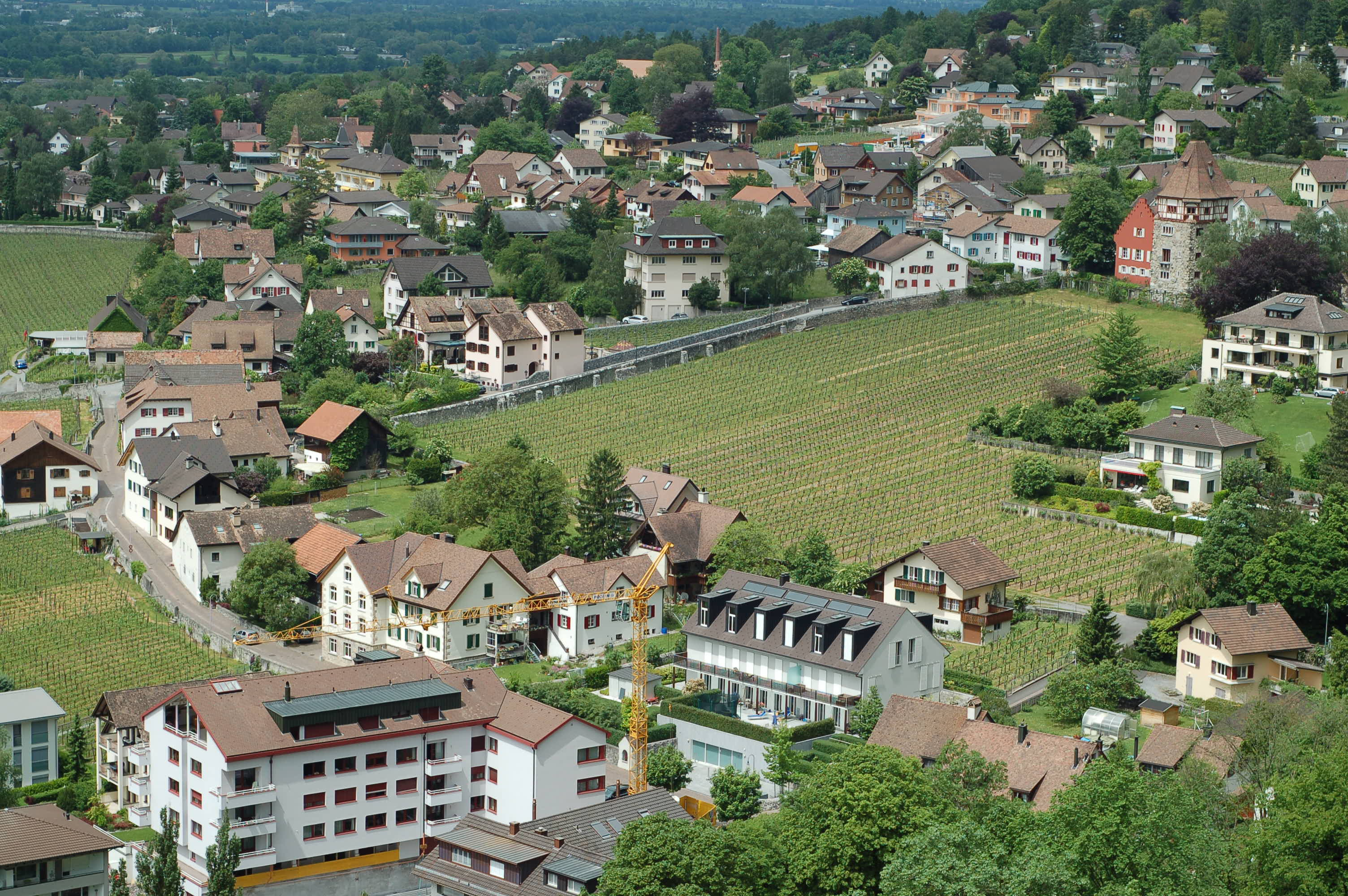
Blick auf das Rote Haus

Das Rote Haus ist im Mitteldorf, dem früheren Zentrum von Vaduz, gelegen. Der Gebäudekomplex besteht aus einem Wohnhaus mit Staffelgiebel im Westen, einem Wohnturm im Zentrum und einem Torkelgebäude im Osten. Südlich des Gebäudekomplexes schliesst ein Weinberg an. In unmittelbarer Nähe befindet sich die Hofstätte Hintergass 35-37.

### Wohnhaus mit Staffelgiebel
Das Wohnhaus mit Staffelgiebel ist zweigeschossig und liegt an der Westseite des Gebäudekomplexes. Das unterkellerte Gebäude besitzt einen dunkelroten Anstrich, von welchem sich auch der Name „Rotes Haus“ ableitet. Diese Rotfärbung ist mindestens seit Mitte des 19. Jahrhunderts nachweisbar. Abgeschlossen wird das Wohnhaus von je einem Treppengiebel im Norden und im Süden des Gebäudeteils.

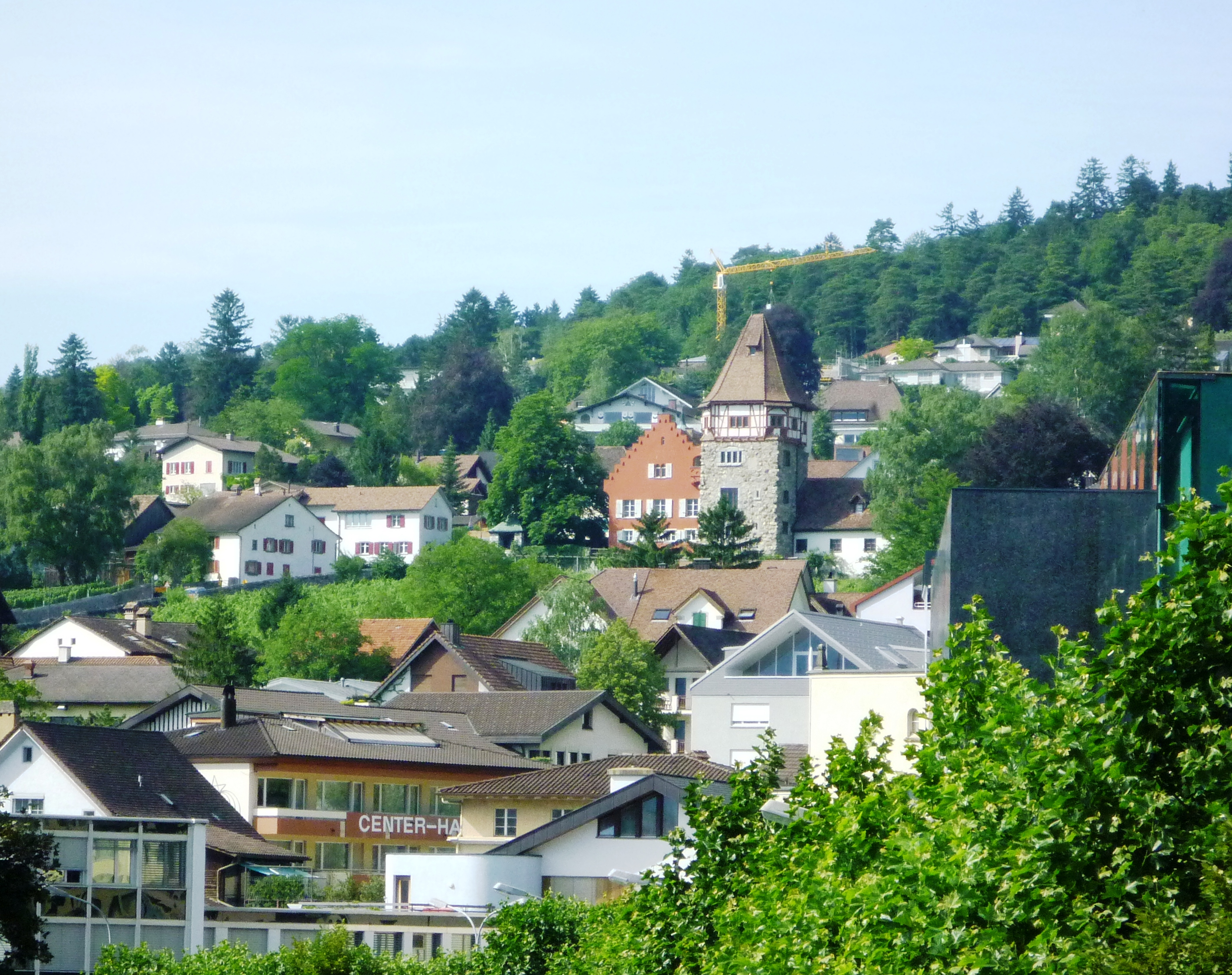
Blick auf das Rote Haus vom Zentrum von Vaduz

### Wohnturm
Der Wohnturm ist viergeschossig und besitzt einen annähernd quadratischen Grundriss. Abgeschlossen wird er durch ein leicht geknicktes Pyramidendach. Die Aussenfassade des Erdgeschosses und der beiden ersten Obergeschosse sind aus unbekleidetem und unbehauenem Naturstein aufgebaut, während das vierte Geschoss verputzt ist und abgeschrägte Turmecken aufweist.

### Torkelgebäude
Das Torkelgebäude ist eingeschossig und liegt an der Ostseite des Gebäudekomplexes. Im Innern befindet sich ein rund 10 Meter langer und 4 Meter hoher Torkelbaum, der wahrscheinlich aus zwei übereinander liegenden Pressbäumen bestand. Die Anlage ist aus verschieden alten Teilen aufgebaut, wobei eine Inschrift auf das Jahr 1776 verweist.

## Geschichte

### Entstehungsgeschichte
Die Baugeschichte des Roten Hauses ist nicht eindeutig belegt. Archäologische Funde haben aber ergeben, dass dem heutigen Gebäude ein Vorgängerbau vorausgegangen ist, der spätestens im 15. Jahrhundert abgebrochen worden war. Historisch belegt ist, dass die Familie der Vaistli im Jahr 1338 in Besitz der Güter gekommen war. Nach dem Aussterben der Familie Vaistli ging das Gebäude um das Jahr 1500 in den Besitz von Josef Litscher und schliesslich wurden die Besitzungen 1525 vom Kloster St. Johann erworben.

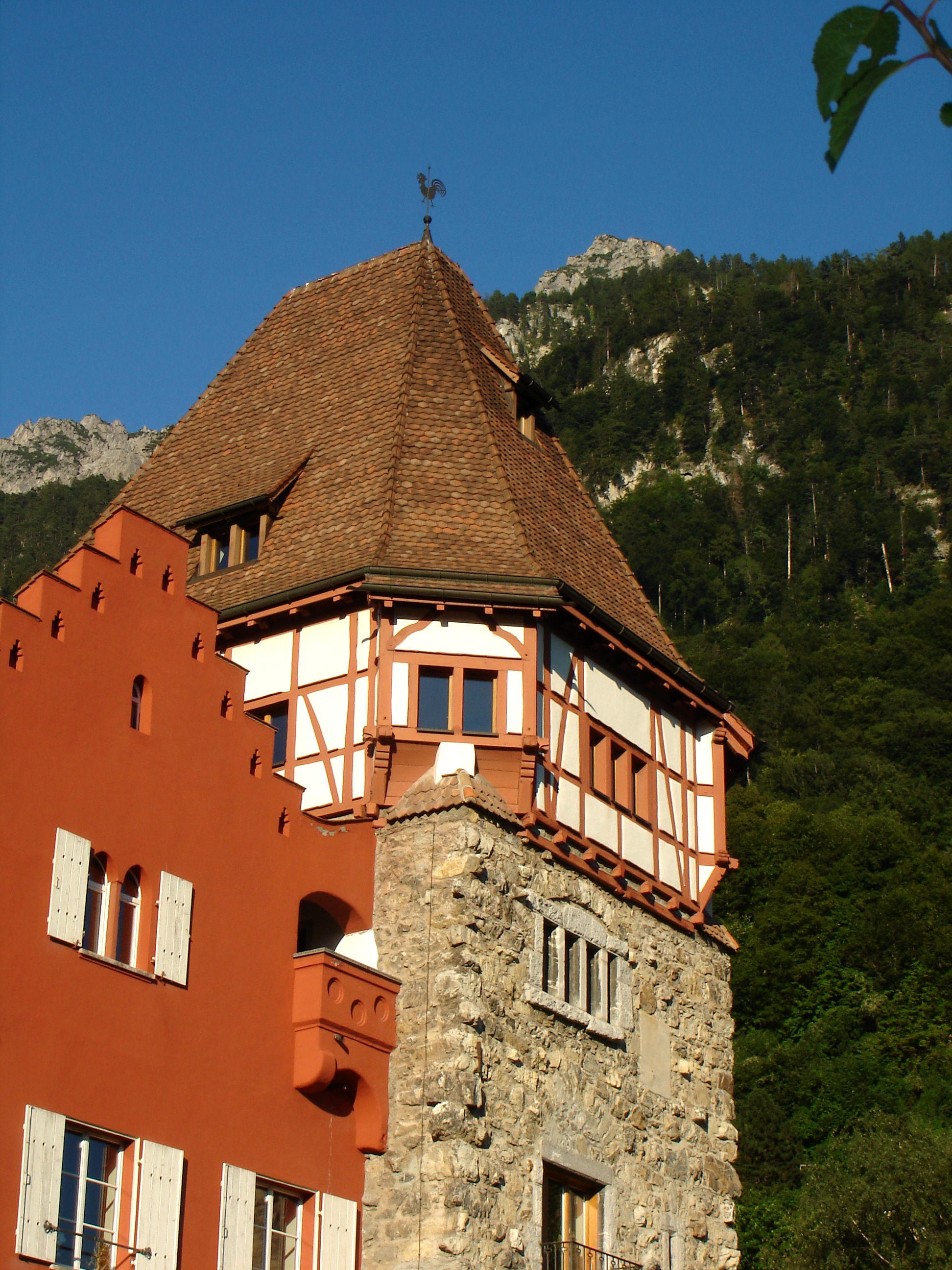
Detailaufnahme vom Wohnturm

Eine liechtensteinische Sage erzählt dabei, dass Josef Litscher seinen Bruder nach Streitereien ermordet hatte und aus Furcht vor einer Strafe zum Kloster St. Johann geflohen war. Dabei soll er dem Kloster seine Besitzungen versprochen haben, falls sie ihm die Flucht ins Ausland ermöglichen sollten. Belegt werden kann diese Sage durch eine Urkunde, die den Besitzerwechsel dokumentiert und durch den Umstand, dass Litscher noch im gleichen Jahr „ausgewandert“ war. An die Sage erinnert ein an der Ostseite des Turms angebrachtes Fresko.

### Umnutzung und Erweiterung
Im Jahre 1807 gelangten die Besitzungen rund um das Rote Haus im Zuge der Säkularisation in den Besitz der Familie Rheinberger. Schliesslich wurde das Gebäude zur Feier Heiliger Messen und als Lehrstätte genutzt. Der Altar und weitere Objekte aus der damaligen Kapelle befinden sich heute im Besitz des Liechtensteinischen Landesmuseums.
In den Jahren 1902 bis 1905 wurde der Gebäudekomplex vom Maler, Bildhauer und Architekten Egon Rheinberger erweitert und erhielt dadurch sein heutiges Aussehen: Das bis dahin freistehenden Wohnhaus und das Torkelgebäude wurden durch einen von Egon Rheinberger selbst entworfenen Turm verbunden. Ausserdem erhöhte man auch die Staffelgiebel des Wohnhauses und veränderte die Raumaufteilung.